# Раскатиха (городской округ Богданович)
Раскатиха — деревня в городском округе Богданович Свердловской области. Управляется Чернокоровским сельским советом.

## География
Раскатиха расположена на правом берегу реки Большой Калиновки, в 11 километрах на юго-восток от административного центра округа и района — города Богдановича.

### Часовой пояс
Раскатиха, как и вся Свердловская область, находится в часовой зоне МСК+2. Смещение применяемого времени относительно UTC составляет +5:00.

## Население
| 2002 | 2010 | 2021 |
| ---- | ---- | ---- |
| 128  | ↘96  | ↘87  |

## Инфраструктура
Деревня включает три улицы (Заречная, Набережная, Новая).